# Букетова, Нурсулу Ибраевна
Нурсулу Ибраевна Букетова (род. 4 апреля 1948, с. Марьевка, Октябрьский район, Северо-Казахстанская область, Казахская ССР, СССР) — доктор филологических наук, профессор (1998), общественный деятель Казахстана, публицист, поэтесса, автор более 100 научных и поэтических произведений.

## Биография
Происходит из подрода Бәйімбет рода атыгай племени аргын.

### Образование
В 1957—1966 гг. училась в средней школе села Марьевка Северо-Казахстанской области.
В 1966 −1970 гг. училась в Алма-Атинском институте иностранных языков и окончила с квалификацией «Учитель немецкого языка средней школы».
В 1986 году в г. Ленинград защитила диссертацию «Реликтовые корневые морфемы современного немецкого языка» на соискание степени кандидата филологических наук в ЛОИЯ (Ленинградском отделении Института языкознания) Академии наук СССР.
В 1993—1994 гг. обучалась в докторантуре Института лингвистических исследований Российской академии наук (г. Санкт-Петербург). В 1995 г. в КазНУ им. аль-Фараби защитила диссертацию «Реликтовая корневая морфема как языковая универсалия» на соискание ученой степени доктора филологических наук по специальностям «10.02.22 — Мировые языки», «10.02.20 — Сравнительно-историческое, типологическое и сопоставительное языкознание».

### Трудовая деятельность
В 1970—1971 гг. работает учителем иностранного языка в средней школе имени И. Алтынсарина (село Орджоникидзе Келесского района Чимкентской области).
В 1971—1974 гг. работает учителем иностранного языка в средней школе имени 50-летия КазССР (ныне — средняя школа № 19 имени Узбекали Жанибекова) (село Абай Келесского района Чимкентской области).
В 1974—1979 гг. работает преподавателем кафедры иностранных языков Карагандинского государственного университета имени Е. А. Букетова (КарГУ).
В 1979—1986 гг. работает старшим преподавателем кафедры иностранных языков КарГУ им. Е. А. Букетова.
В 1986—1987 гг. — доцент кафедры иностранных языков КарГУ им. Е. А. Букетова.
В 1988—1993 гг. — заведующая кафедрой иностранных языков гуманитарных факультетов КарГУ им. Е. А. Букетова.
В 1994—1998 гг. — декан факультета иностранных языков КарГУ им. Е. А. Букетова.
В 1996 г. — ректор Института языка и перевода «Лингва» (г. Караганда).
С 2012 года — директор Научно-образовательного центра «Лингва» Центрально-Казахстанской Академии (г. Караганда).

### Научная деятельность
Букетова Н. И. впервые в Казахстане защитила докторскую диссертацию с привлечением докторов наук из стран СНГ (разовая защита) по двум специальностям: «10.02.22 — Мировые языки» и «10.02.20 — Сравнительно-историческое, типологическое и сопоставительное языкознание». Н. И. Букетовой представлено научное решение по определению семантики реликтовых корневых морфем, имевших в лингвистике статус «незначимых единиц». Опираясь на теорию Ф. де Соссюра о дихотомии языкового знака, рассматривает слова с реликтовыми корневыми морфемами в знаковой системе и выводит их в когнитивную семантику. С 1990 года успешно внедряет обучение иностранным языкам по специальностям «Учитель иностранного языка, переводчик-референт». В 1994 году открывает факультет иностранных языков в КарГУ им. Е. А. Букетова, в 1996 году — частный Институт языка и перевода «Лингва», что дало большой импульс развитию преподавания иностранных языков в Карагандинском регионе.
Эксперт из США доктор Р. Пилки в 1999 году оценил открытие Института «Лингва» как результат демократических преобразований в Казахстане. Институт языка и перевода явился результатом женского предпринимательства, основан на научных достижениях Н. И. Букетовой, за что она представлена в портретной галерее выдающихся женщин-предпринимателей Европейской экономической комиссии (United Nations Economic Commission for Europe, Certificate, Geneve, April 2002).
Для Высшей школы Казахстана и России подготовила кандидатов наук (двое из которых — А. Е. Бижкенова, Г. И. Исина затем защитили докторские диссертации) по специальности «Мировые языки» : Р. А. Омарова (Павлодар), С. С. Аубакирова (Петропавловск), А. С. Амренова (Петропавловск), К. К. Кошерова (Экибастуз), С. Х. Жакупова (Караганда), Н. С. Исабаева (Караганда), С. Т. Бейсембаева (Караганда), Ф. А. Какжанова (Караганда), Ш. С. Жакупова (Караганда), Р. Ф. Жусупова (Кустанай), З. М. Кульпеисова (Астана), Д. Р. Ахтаева (Караганда), Е. В. Горячкина (Новосибирск), Е. А. Башмакова-Штейнер (Омск).
Таким образом, открытие при Институте языка и перевода "Лингва " аспирантуры и магистратуры по иностранным языкам позволило поднять качественный уровень профессорско-преподавательского корпуса не только Центрального и Северного регионов Казахстана, но и всего Казахстана в целом, а также некоторых университетов России.
С 1987 года Н. И. Букетова принимает участие в работе международных семинаров и конференций, проведенных Университетом Мартина Лютера (г. Halle/Saale, DDR), Гёте-Института (гг. Геттинген, Мюнхен, ФРГ), ХI-го Международного симпозиума учителей немецкого языка в г. Амстердам (Нидерланды) и др.
В 1998—2003 гг. — член диссертационного совета по защите докторских диссертаций в Казахском национальном университете имени аль-Фараби по специальности «10.02.20 — Сравнительно-историческое, сопоставительное и типологическое языкознание».
В 1998—2003 гг. — член диссертационного совета по защите кандидатских и докторских диссертаций Казахского университета международных отношений и мировых языков имени Абылай хана (сокр. — КазУМОиМЯ им. Абылай хана) по специальностям «10.02.22 — Мировые языки» и «10.02.20 — Сравнительно-историческое, сопоставительное и типологическое языкознание».
1999 г. — участник Международной научной конференции в г. Осака (Япония).
2000 г. — создатель Стандарт-технологии казахского языка как государственного и вводится термин «Kазтест» (Н. И. Букетова) как основной тест по оценке знаний по казахскому языку.
2000 г. — участник семинара «American Studies» в г. Алматы (КазНУ им. аль-Фараби).
2001 г. — участник семинара «Управление высшим образованием: опыт Великобритании» в г. Алматы.
2003 г. — обладатель государственного гранта Министерства культуры и информации по написанию электронного учебника «Казахский язык».
2003—2008 гг. — член диссертационного совета по защите кандидатских диссертаций в КазУМОМЯ имени Абылай хана по специальности «10.02.22 — Мировые языки» и «10.02.20 — Сравнительно-историческое, сопоставительное и типологическое языкознание».
2004 г. — участник и выпускник специального проекта"Администрирование университетов США", «International Visitor Program», Госдепартамент США.
2007—2008 г. — регистрация и получение сертификата о государственной регистрации Стандарт-технологии обучения казахскому языку как государственному через модель непрерывного образования (научное произведение) № 1409. Вводится понятие Kaztest — Казтест (Н. И. Букетова) как основной тест по оценке знаний по казахскому языку (Свидетельство о государственной регистрации объекта интеллектуальной собственности № 390 от 12.09.2007 г.).
2009 г. — руководитель социальных проектов по государственному заказу Управления внутренней политики Карагандинской области: «Поддержка школ женского лидерства», "Проведение цикла мероприятий «Женщины в местном самоуправлении села и бизнесе — навыки лидерства», «Права и свободы мужчин и женщин в свете Стратегии гендерного равенства».
2010 г. — принимает участие в разработке Государственной программы по языкам на 2011—2016 гг., проект которой написан на основе «Стандарт-технологии обучения государственному языку через модель непрерывного образования».
2015—2017 гг. — обладатель гранта Министерства образования и науки РК № 3043/ГФ4 по теме «Специфика использования лингвистических средств манипуляции сознанием в идеологических системах».
2016—2017 гг. — член диссертационного совета по защите докторских диссертаций по специальности «10.02.20 — Сравнительно-историческое, сопоставительное и типологическое языкознание» в КазУМОиМЯ имени Абылай хана.
С 2019 года по настоящее время — член диссертационного совета по защите диссертаций докторов философии (PhD) в КазУМОиМЯ имени Абылай хана.

### Общественная деятельность
В 1994 г. прошла обучение по бизнес-курсам в г. Берлин (ФРГ).
В 1998—2005 гг. — председатель Совета по проблемам семьи, женщин и демографической политике при акиме Карагандинской области.
1998—2009 гг. — заместитель председателя по делам семьи и женщин при акиме Карагандинской области.
1999 г. — по 2012 — председатель Карагандинского филиала Ассоциации деловых женщин республики Казахстан.
1999 г. — участник выборов в качестве кандидата в депутаты Мажилиса Парламента Республики Казахстан по Центральному избирательному округу № 31.
2001 г. — делегат II форума женщин Казахстана г. Астана.
2003 г. — спикер и делегат II Гражданского форума в г. Астана.
2003 г — делегат I съезда партии «Асар».
2004 г. — участник выборов в качестве кандидата в депутаты Мажилиса Парламента Республики Казахстан.
2005—2009 гг. — заместитель председателя Совета по взаимодействию НПО и государства.
2005 г. — делегат II гражданского форума в г. Астана.
2005 г. — делегат II съезда Партии «Асар».
2006 г. — депутат областного маслихата Карагандинской области III созыва.
2007 г. — заместитель председателя фракции «Нур Отан» в Карагандинском областном маслихате.
2007 г. — член политсовета партии «Нур Отан» по Карагандинской области.
2007 г. — депутат областного маслихата Карагандинской области IV созыва.
2008 г. — руководитель социального проекта по государственному заказу Управления внутренней политики Карагандинской области на тему «Права и свободы мужчин и женщин в свете Стратегии гендерного равенства».
2008 г. — руководитель социального проекта «Студия творческого развития молодежи» управления внутренней политики г. Караганды.
2008 г. — руководитель социального проекта «Общественная трибуна» управления внутренней политики г. Караганды.
2019 — президент Общественного объединения «Социум. Язык. Культура».

## Награды
- 1964 г. — медаль «10 лет освоения целинных и залежных земель»
- 2001 г. — медаль «Ерен еңбегі үшін», Указ Президента Республики Казахстан Н. А. Назарбаева № 1307 от 10.12.2001
- 1998, 2005, 2011 гг. — награждена благодарственными письмами от Президента Республики Казахстан Н. А. Назарбаева
- 2005 г. — медаль к «10-летию Конституции РК», Указ Президента Республики Казахстан № 002266 от 25.08.2005
- 2008 г. — медаль «Астана — 10», Указ Президента Республики Казахстан № 21171
- 2009 г. — нагрудный знак «За заслуги в развитии науки Республики Казахстан», Указ Президента Республики Казахстан Н. А. Назарбаева № 1124 от 29.12.2009
- 2011 г. — медаль «Қазақстан Республикасының Тәуелсіздігіне 20 жыл», Указ Президента Республики Казахстан Н. А. Назарбаева № 17410 от 10.10.2011 г.
- 2012 г. — медаль «Қазақстан мәслихаттарына 20 жыл» за весомый вклад в государственное и местное самоуправление РК
- 2012 г. — медаль «Академик Е. А. Букетов атындағы Қарағанды мемлекеттік университетіне — 40 жыл»
- 2013 г. — Почётный орден Героя энциклопедии «Успешные люди», № 440 от 16.06.2013 г., г. Москва[5]
- 2013 г. — медаль Grand prix Europeаn de la quality (Fait a Geneve, Suisse, 10 October, 2013)
- 2015 г. — медаль «За профессиональные заслуги» № 0196 от 04.03.2015 г. Решением Оргкомитета бизнес-рейтинга в Республике Казахстан по итогам рейтингования предприятий
- 2016 г. — награждена знаком «The Member of the Club of Rectors of Europe» — 21.06.2016 , Oxford, UK (United Kingdom) — Член Клуба ректоров Европы

Кроме того, в течение 2001—2016 гг. награждена несколькими Почетными грамотами и благодарственными письмами за вклад в развитие образования и общественную деятельность от акимов Карагандинской области.

## Значимые труды
Букетова Н. И. — автор более 100 научных и публицистических трудов, среди которых — 5 монографий и 7 учебных пособий по германскому и общему языкознанию, 3 электронных учебника и 48 телеуроков по преподаванию иностранных языков и казахского языка как государственного и мн. др.
Научные работы под руководством Н. И. Букетовой посвящены теории и практике перевода, сравнительно-историческим, типологическим и сопоставительным исследованиям германских, тюркских и романских языков, вопросам когнитивной лингвистики, методологии и методике преподавания иностранных языков, преподаванию казахского языка как государственного. Наиболее значимые из них:
- Реликтовые явления в словообразовании современного немецкого языка. Монография. — Алматы: Рауан, 1991[6].
- Реликтовая корневая морфема как языковая универсалия: Монография. — Алматы: Казахстан, 1994; 2-е издание. — Караганда: ТОО «Tengri LTD», 2018.
- Оптимизация учебного процесса по иностранным языкам: Учебное пособие. — Алматы: Рауан, 1991[7].
- Исторический гнездовой словарь готского и древне-верхнемецкого языков. — Алматы: Казахстан, 1994 (соавтор — Ю. М. Баринбойм).
- Ағылшын тілі: Учебное пособие. — Алматы, 1994 (соавтор — Б. С. Исенова, Ж. С. Есбаева).
- English. Учебно-методическое пособие для чтения и развития навыков устной речи. — Караганда: ТОО «Арко», 1998 г.
- Сны наяву. Удивительные истории из жизни удивительной женщины. — Караганда: Изд-во КарГУ, 2010[8].
- Евней Букетов на Земле и Небесах. — Караганда: Изд-во КарГУ, 2015[9].
- Идеологический миф и его интерпретация: Монография. — Караганда: Изд-во КарГУ, 2016 (соавтор — Г. К. Каримова).
- Анализ текстов жития святых: Учебное пособие. — Караганда: Изд-во КарГУ, 2016 (соавтор — Г. К. Каримова).
- Тезаурус: Специальный терминологический словарь на основе научной монографии «Идеологический миф и его интерпретации» и учебного пособия «Анализ текстов житий святых». — Караганда: Изд-во КарГУ, 2017 (соавтор — Б. И. Джусупов).
- Формирование и примеры мифологизации образов святых (на основе «Анализа текстов житий святых»): Учебное пособие. — Караганда: Изд-во КарГУ, 2017 (соавтор — Б. И. Джусупов) и мн. др.

Электронные учебники:
- Свидетельство о государственной регистрации объекта интеллектуальной собственности от 12.09.2007 г. № 390 под названием «Қазақ тілі. „Lingua“ — Kazakh tili. „Lingua“ (электронный учебник — программа для ЭВМ)
- Свидетельство о государственной регистрации объекта интеллектуальной собственности от 12.09.2007 г. № 390 под названием „Қазақ тілі“. Мультимедиялық оқыту бағдарламасы». — «Казахский язык». Мультимедийная обучающая программа" (электронный учебник — программа для ЭВМ)
- Свидетельство о государственной регистрации объекта интеллектуальной собственности от 02.10.2007 г. № 442 под названием "English для начинающих «Lingua» — "English for beginners «Lingua» (электронный учебник — программа для ЭВМ)
- «48 телеуроков английского языка» — Руководитель проекта управления по языкам Карагандинской области, исполнитель РТРК Казахстан (Караганда)
- 2008 г. — Свидетельство по Государственной регистрации интеллектуальной собственности по проекту: «Стандарт-технология обучения казахскому языку через модель непрерывного образования» (научное произведение), ИС № 1409
- Свидетельство об аккредитации ученого от 25.12.2012, Серия МК № 003056.

## Поэзия Н. И. Букетовой
1975
Посвящение академику Е. Букетову
1976
О Нибелунгах песнь была началом (май)
Айсулу Букетовой (июнь)
Почему я стремлюсь к ней (октябрь)
Я знаю тебя и не знаю (октябрь)
Мать над колыбелью, голову склонив…
Ю. М. Макушевой-Баринбойм
1977
Ах, какая пришла зима (январь)
Арману и Асанали, в их лице всем сыновьям
Ерсаину Букетову
О, Боже странно как случайно встретил вас
К. Т. Рсалдинову — первому учителю в ин.яз (июнь)
Профессору Исабекову С. Е. (июнь)
1979
«В науке нет широкой столбовой дороги»…
1980
Айнур Сейткасымовне (сентябрь)
Как не умеем мы ещё ценить (январь)
Мы любим музыку эстрадную (14 сентября)
Земная ты (6 марта)
Какая грустная погода (март)
1981
Алый гранат (март)
1983
Музыка та же и комната та
1985
Если в знойной пустыне… (июль)
1986
Ветер срывает каждую зелень с дерев (20 июня)
Выпускнику. Альбина-Арману (25 июня)
Альбине, Дание и Диане (январь)
На «У»
1987
Людские судьбы… (июнь)
1989
Олжасу Сулейменову. «Поэты….» (28 февраля)
1999
Дание и Диане — моим внучкам
Черноглазая девочка… (5 июня)
2004
Что такое года? (28 июня)
2005
Памяти Х. Б. Кабжанова
2008
Подарок мужчине (март)
Вспоминая Чингиза Айтматова
2016
Человек (1 января)
Эпиграммы
— проф. А. П. Комарову, проф. А. Е. Карлинскому (1977);
— проф. Ю. А. Крутикову (1981).

## Семья
Брат: Букетов Евней Арстанович (1925—1983), доктор технических наук, профессор, академик Академии наук Казахской ССР, лауреат Государственной премии СССР, член Союза писателей СССР.
Дети: Сын — Ержанов Арман Меирбекович (25.06.1969) — магистр юриспруденции, правовед, учредитель и директор частного учреждения «Карагандинский колледж иностранных языков».
Дочь: Ержанова Альбина Меирбековна (01.02.1971) — доктор философских наук, Президент фонда «Enactus Kazakhstan».
Внуки: Дания — магистр французской филологии Женевского государственного университета (г. Женева, Швейцария), Диана — студентка, Асанали — студент.